# Óros Ymittós
Óros Ymittós är ett berg i Grekland.   Det ligger i prefekturen Nomós Attikís och regionen Attika, i den sydöstra delen av landet, 10 km öster om huvudstaden Aten. Toppen på Óros Ymittós är 1 026 meter över havet, eller 799 meter över den omgivande terrängen. Bredden vid basen är 19,5 km.
Terrängen runt Óros Ymittós är kuperad västerut, men österut är den platt.Runt Óros Ymittós är det ganska tätbefolkat, med 239 invånare per kvadratkilometer. Närmaste större samhälle är Aten, 9,5 km väster om Óros Ymittós. Trakten runt Óros Ymittós består till största delen av jordbruksmark.